# Bertemu
『bertemu』（ブルトゥム）は、林原めぐみの7枚目のオリジナル・アルバム。1996年11月1日にスターチャイルドから発売された。2005年3月16日に再発売された。

## 概要
- 前作『Enfleurage』以降にリリースされたシングル曲（一部を除く）を中心に、自身が出演したアニメ主題歌のカバー、このアルバムのために書き下ろされた新曲や、新たに録音しなおした曲などが収録されている。
- 未収録シングルは「Get along」[注釈 1]、「限りない欲望の中に」[注釈 2]、「Just be conscious」[注釈 3]「Successful Mission」[注釈 3]。
- キャッチコピーは「歌に奇跡はありますか?」
- タイトルの『bertemu』とは、インドネシア語で「出会う」という意味である。収録されている楽曲は本人が出演しているアニメ作品の絡みが多く、それまでもそうであったが、ここでまた新たな作品で自分が演じるキャラクターに出会えたという意味も込められていると思われる。また、それまでのアルバムのリリースは春や夏だったが、初めて秋にリリースされたアルバムでもある。
- 発売当時、「林原めぐみ初のベストアルバム」と銘打ったテレビCMが『VINTAGE S』に収録されているが、その中で「ベストアルバムなのに新曲が多い」と言っているように、カヴァーや書き下ろし曲、シングルの新録バージョンなどが多い。そのため、『VINTAGE S』や『VINTAGE A』の発売以降は、通常のアルバムとして扱われている。
- ジャケットの写真は開発途上の東京臨海副都心で撮影されたもので、初回版には写真集が添付されている。
- 2005年3月16日に初回限定盤仕様（紙BOX仕様）の限定生産で復刻された。

## 記録
- 声優によるアルバムとして歴代最高順位（当時）を記録した。
- 2週連続オリコンTOP10入り（初週3位、2週目7位）を記録した。
- メーカー側としてはおよそ35万枚の売上を記録した[4]。
- 1996年11月度、ゴールドディスクに認定された[2]。（2003年7月度以降の認定基準とは異なり、当時のゴールド認定基準は出荷枚数20万枚以上が基準となっている。）

## 収録曲
| #         | タイトル                                                              | 作詞        | 作曲        | 編曲                                | 時間  |
| --------- | --------------------------------------------------------------------- | ----------- | ----------- | ----------------------------------- | ----- |
| 1.        | 「Give a reason」                                                     | 有森聡美    | 佐藤英敏    | 大平勉                              | 4:25  |
| 2.        | 「Touch Yourself」(シングル「限りない欲望の中に」カップリング曲)      | MEGUMI      | 佐藤英敏    | 添田啓二                            | 5:06  |
| 3.        | 「はなれていても」                                                    | 岡崎律子    | 岡崎律子    | 光宗信吉 コーラスアレンジ：岡崎律子 | 4:13  |
| 4.        | 「残酷な天使のテーゼ <AYANAMI Version>」                              | 及川眠子    | 佐藤英敏    | 大森俊之                            | 4:15  |
| 5.        | 「MIDNIGHT BLUE」                                                     | 有森聡美    | 佐藤英敏    | 五島翔                              | 5:31  |
| 6.        | 「まつりうた」                                                        | MEGUMI      | 川井憲次    | 川井憲次                            | 4:24  |
| 7.        | 「灼熱の恋」                                                          | 有森聡美    | 佐藤英敏    | 小野沢篤                            | 3:58  |
| 8.        | 「-Life-」(シングル「Touch and Go!!」カップリング曲)                  | 岡崎律子    | 岡崎律子    | 岩本正樹 コーラスアレンジ：岡崎律子 | 4:04  |
| 9.        | 「FLY ME TO THE MOON <AYANAMI Version>」                              | Bart Howard | Bart Howard | Toshiyuki Ohmori                    | 4:31  |
| 10.       | 「Shining Girl」                                                      | 有森聡美    | 佐藤英敏    | 五島翔                              | 4:12  |
| 11.       | 「Nostalgic Lover」                                                   | 有森聡美    | 光宗信吉    | 光宗信吉                            | 4:27  |
| 12.       | 「TOO LATE <NEW Version>」(シングル「What's Up Guys?」カップリング曲) | 松葉美保    | 大平勉      | 大平勉                              | 4:31  |
| 13.       | 「Going History」                                                     | 有森聡美    | 佐藤英敏    | 小野沢篤                            | 4:32  |
| 14.       | 「Cherish Christmas」                                                 | MEGUMI      | 光宗信吉    | 光宗信吉                            | 5:30  |
| 合計時間: | 合計時間:                                                             | 合計時間:   | 合計時間:   | 合計時間:                           | 63:39 |

## タイアップ
| 曲名                                 | タイアップ                                                      | 初出作品                                              | 発売日         | 規格品番 | 備考                     |
| ------------------------------------ | --------------------------------------------------------------- | ----------------------------------------------------- | -------------- | -------- | ------------------------ |
| Give a reason                        | テレビアニメ『スレイヤーズNEXT』オープニングテーマ              | 「Give a reason」                                     | 1996年4月24日  | KIDA-128 | 11thシングル             |
| Touch Yourself                       | セガサターン ゲームソフト『スレイヤーズろいやる』テーマソング   | 「限りない欲望の中に」                                | 1996年5月22日  | KIDA-134 | 12thシングルカップリング |
| はなれていても                       | （無し）                                                        | （無し）                                              | （無し）       | （無し） | 新曲                     |
| 残酷な天使のテーゼ <AYANAMI Version> | テレビアニメ『新世紀エヴァンゲリオン』オープニングテーマ        | 「残酷な天使のテーゼ」（原曲）                        | 1995年10月25日 | KIDA-114 | 原曲：高橋洋子           |
| MIDNIGHT BLUE                        | 劇場版『スレイヤーズ』主題歌                                    | 「MIDNIGHT BLUE」                                     | 1995年7月21日  | KIDA-108 | 9thシングル              |
| まつりうた                           | テレビアニメ『BLUE SEED』イメージソング                         | （無し）                                              | （無し）       | （無し） | 未発表楽曲               |
| 灼熱の恋                             | ラジオドラマ『スレイヤーズEX.（えくすとら）』エンディングテーマ | 「Going History」                                     | 1995年12月6日  | KIDA-124 | 10thシングルカップリング |
| -Life-                               | （無し）                                                        | 「Touch and Go!!」                                    | 1994年11月3日  | KIDA-90  | 8thシングルカップリング  |
| FLY ME TO THE MOON <AYANAMI Version> | テレビアニメ『新世紀エヴァンゲリオン』エンディングテーマ        | 「FLY ME TO THE MOON」（原曲）                        | 1995年10月25日 | KIDA-115 | 原曲：CLAIRE             |
| Shining Girl                         | 劇場版『スレイヤーズ』イメージソング                            | 「MIDNIGHT BLUE」                                     | 1995年7月21日  | KIDA-108 | 9thシングルカップリング  |
| Nostalgic Lover                      | OVA『宇宙の騎士テッカマンブレードII』イメージソング             | 『elles cinq エル*サンク こいきな彼女(むすめ)たちIV』 | 1995年1月21日  | KIDA-97  |                          |
| TOO LATE <NEW Version>               | （無し）                                                        | 「What's Up Guys?」                                   | 1995年11月3日  | KIDA-118 | 歌い直し音源             |
| Going History                        | ラジオドラマ『スレイヤーズEX.（えくすとら）』オープニングテーマ | 「Going History」                                     | 1995年12月6日  | KIDA-124 | 10thシングル             |
| Cherish Christmas                    | （無し）                                                        | （無し）                                              | （無し）       | （無し） | 新曲                     |